# Buland Darwaza

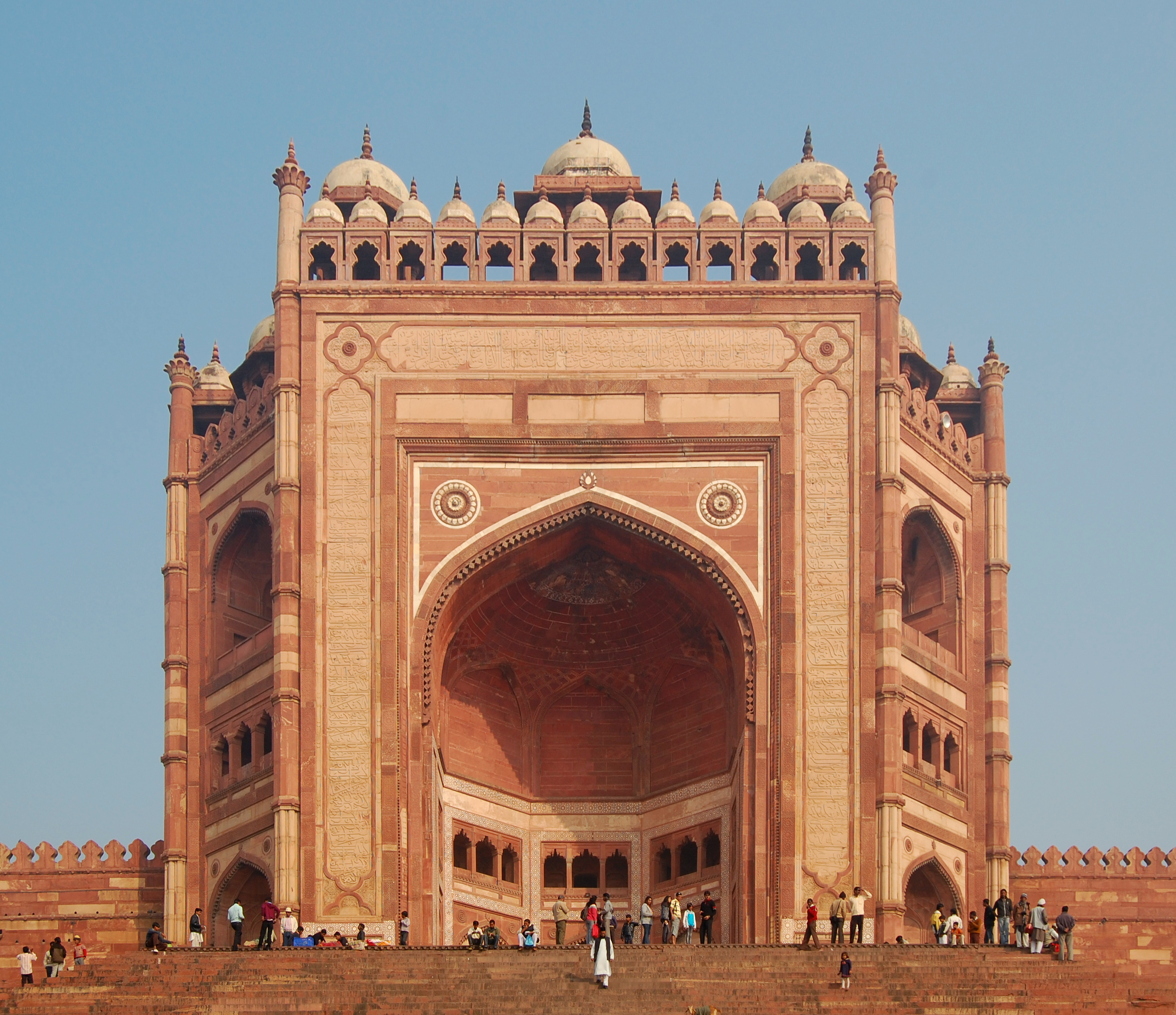
Buland Darwaza

Buland Darwaza (letteralmente: Porta principale), o "Porta della vittoria", fu costruita nel 1575. dall'imperatore Moghul Akbar per commemorare la sua vittoria sul Gujarat. È l'ingresso principale alla Moschea Jama a Fatehpur Sikri, che dista 43 km da Agra, in India.
La Buland Darwaza è la porta più alta del mondo ed è un esempio di Architettura moghul. Mostra la raffinatezza e le vette della tecnologia e dell'arte dell'impero di Akbar.

## Architettura

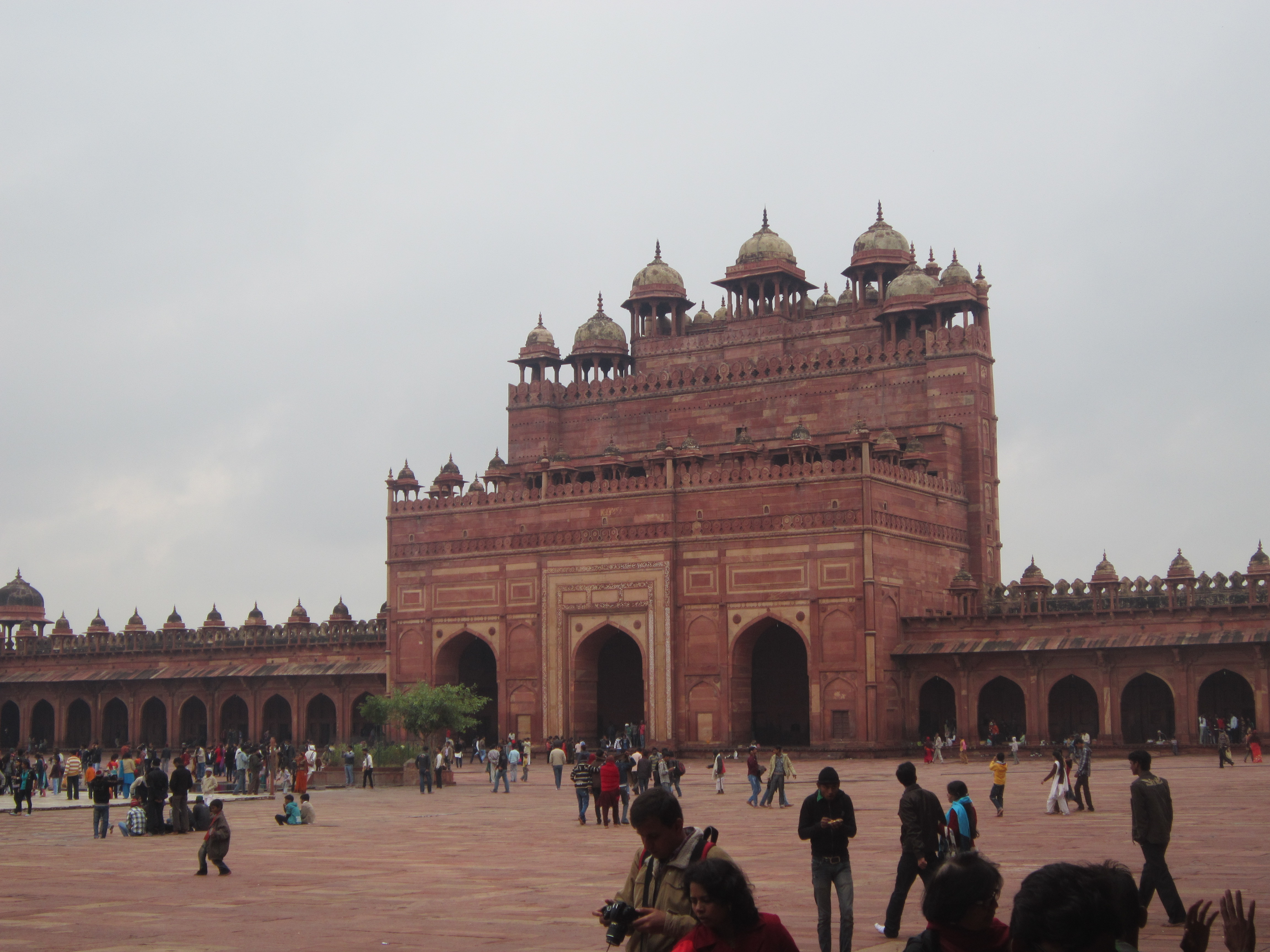
Il retro della Buland Darwaza

La Buland Darwaza è stata costruita con arenaria rossa e camoscio, decorata da marmo bianco e nero ed è la più alta nel cortile della moschea. É simmetrica e sormontata da grandi chioschi indipendenti, che sono i chhatri. Ha anche gallerie sul bordo della terrazza sul tetto, merli a scudo stilizzati, piccole guglie minori e intarsi in marmo bianco e nero. All'esterno, una lunga scalinata scende lungo la collina conferendo alla porta un'altezza aggiuntiva. È alta 40 metri e da terra 50 metri. L'altezza totale della struttura è di circa 54 metri dal suolo. È un'alta porta di 15 piani che funge da ingresso meridionale della città di Fatehpur Sikri. L'accesso al cancello è costituito da 42 gradini. È a pianta semiottagonale con due ali più piccole a tre piani su entrambi i lati. Ha tre chioschi in cima circondati da tredici chioschi a cupola più piccoli. Ci sono torrette più piccole che circondano l'ingresso. La distesa è interrotta da nicchie ad arco, piccoli chhatri e marmi che mettono in risalto il cortile della Moschea Jama. L'arco principale si erge al centro dei tre lati aggettanti ed è sormontato da una cupola. L'arco centrale è suddiviso in tre ordini con file di archetti più piccoli e mensole piatte.
La grande porta è semplice. Sono presenti anche i tre pannelli orizzontali di pietra patinata visibili nella Badshahi Darwaza. I semplici pennacchi di arenaria rossa sono incorniciati in marmo bianco con un ornamento a forma di fiore intarsiato in marmo bianco all'apice dell'arco e una rosetta piatta, centrata con lo stretto pannello sopra di esso, su entrambi i lati. L'ornamento a cuspide, grande e ardito in effetti, ma piccolo e delicato visto dal basso, è portato giù al di sotto del molleggio dell'arco. Due pezzi sono stati staccati dal lato sinistro e otto da quello destro. L'arco presenta tre vere e proprie aperture delimitate da riquadri decorativi e sovrapposte ad altre tre aperture ad arco coronate da una semicupola. L'altezza totale della porta sopra il marciapiede è di 53 metri.
Un'iscrizione persiana sull'arco orientale del Buland Darwaza registra la conquista dell'Uttar Pradesh  da parte di Akbar e la vittoria in Gujarat nel 1573.

## Iscrizione
Sulla porta principale, un'iscrizione islamica scritta in persiano recita "Isa (Gesù), figlio di Maria, disse: 'Il mondo è un ponte, passaci sopra, ma non costruirci sopra. Chi spera un giorno può sperare nell'eternità, ma il mondo non dura che un'ora. Trascorrilo in preghiera perché il resto non si vede.'"
Gesù stava consigliando ai suoi seguaci di non considerare il mondo come una dimora permanente e una speranza per le cose mondane, poiché la vita umana è di breve durata.
Versi del Corano sono stati scolpiti nel Naskh lungo la parte superiore. Sono stati disegnati da Khwaja Hussain Chishti, un discepolo dello sceicco Salim Chishti.

## Scopo
La Buland Darwaza non faceva parte del progetto originale della Moschea Jama, ma fu eretta da Akbar per celebrare la sua conquista del Gujarat nel 1573.